# Praia da Balaia
Praia da Balaia
A Praia da Balaia é uma praia no município de Albufeira, no Algarve, Portugal, adjacente à Praia de Santa Eulália Fica a 3,1 km a leste da cidade de Albufeira e a 1,7 km a oeste de Olhos de Água.
A praia define uma pequena baía formada pelos recortes das falésias e formações rochosas. Alguns locais só são acessíveis na maré baixa.